# La bella Helena
La bella Helena (título original en francés, La belle Hélène) es una opéra bouffe en tres actos con música de Jacques Offenbach y libreto en francés de Henri Meilhac y Ludovic Halévy. La opereta parodia la historia de la huida de Helena con Paris, hecho que desencadena la Guerra de Troya. La ópera fue estrenada en el Théâtre des Variétés de París, el 17 de diciembre de 1864.

## Historia

### Composición
“La sociedad entre Henri Meilhac y Ludovic Halévy fue una de las más fructíferas de la historia del teatro musical francés. Además de numerosos libretos para el compositor que nos ocupa, se les debe el de Carmen de Bizet (1875). Halévy colaboró con Offenbach desde los primeros tiempos del Bouffes, y la reunión de ambos con Henri Meilhac se remonta a 1863, cuando en el Palais Royal estrenaron la comedia en un acto Le Brésilien. El compositor escribió un rondó para esta pieza pero prefirió quedar en el anonimato, pues consideraba que su modesta colaboración no era más que una “tontería”. Le Brésilien fue bien recibida, los poetas comenzaron a consolidar su unión y Offenbach, a la búsqueda de un éxito, les encargó la escritura del texto de una futura creación que en principio se llamaría La prise de Troie.
“La idea partió de la imaginación de Halévy. Por aquellos tiempos Offenbach viajaba de un lado a otro y cada vez que tocaba París, retiraba el material preparado por sus colaboradores y trabajaba a su acostumbrado e intenso ritmo. En su biografía del compositor, Alain Decaux nos cuenta una idea temprana que no prosperó, inspirada en el hecho de que en épocas beligerantes los ingleses mandaban a sus corresponsales a todas partes. Obedeciendo a esto, Offenbach tuvo la ocurrencia de que en La prise de Troie, Homero fuese corresponsal del Times londinense.
“Offenbach asistió a la lectura de la primera versión del libreto, ofrecida en la sala del Variétés (la relación con el Bouffes ya había tocado fin). En el diario de Meilhac se hace mención a las carcajadas que soltaron los asistentes durante algunos momentos, como las escenas de la charada o del juego de la oca, donde se satirizaba la corrupción del poder político. Offenbach prestaba atención, revisaba, escribía, deshacía, solicitaba de sus colaboradores otros elementos, y para el 25 de agosto de 1864 ya estaba terminado el primer acto de la comedia que resultó ser La belle Hélène”.

### Representaciones
Fue representada por vez primera en el Théâtre des Variétés de París el 17 de diciembre de 1864, protagonizada por Hortense Schneider y José Dupuis. Mientras algunos expertos (cf. Grove) consideran que la creación de La belle Hélène fue un enorme asunto "en gran medida despreocupado", otros (cf. Jacob) pintan una imagen diferente: aunque Offenbach había conseguido a gran coste convencer a Hortense Schneider, conocida para entonces como "La Snédèr", para que aceptara el papel de Helena, el estreno permaneció dudoso hasta el último minuto. Durante los ensayos, La Snédèr constantemente se quejaba de que la extravagante Léa Silly (como Orestes en un papel de hombres) estaba intentando echarla de la escena: La Silly improvisaba (privilegio reservado para la prima donna), La Silly la imitó, La Silly bailaba un cancán a sus espaldas mientras ella estaba cantando un aria importante, etc. La Snédèr no sólo se marchó de la escena repetidamente, sino que continuaba amenazando con abandonar el mundillo, o al menos París. Se requirió toda la habilidad de Offenbach creando armonía para que la producción saliera adelante.
La bella Helena fue un éxito instantáneo tanto de público como de crítica y disfrutó, algunos lo dicen, de una insólita temporada inicial de 700 representaciones. Le siguieron poco después estrenos en Viena (1865), Berlín (1865), Londres (1866), y Chicago (1867). También se representó en Nueva York en la Grand Opera House desde el 13 de abril de 1871.
En España la obra gozó de dos adaptaciones estrenadas con pocos meses de diferencia a cargo de las compañías de zarzuela bufa rivales capitaneadas respectivamente por Francisco Salas (Teatro de la Zarzuela) y Francisco Arderíus (Teatro del Circo o Bufos Arderíus). En 1869 se estrenará El robo de Elena (adaptación de Tomás Fortún y Miguel Pastorfido) en la primera de las salas citadas mientras que en 1870 lo hará La bella Elena (adaptación de Ricardo Puente y Brañas y Miguel Pastorfido) en la segunda de ellas.
En 1992 se presentó en Montevideo en traducción y adaptación de China Zorrilla y Antonio Larreta
Esta opereta se representa poco; en las estadísticas de Operabase aparece la n.º 101 de las óperas representadas en 2005-2010, siendo la 12.ª en Francia y la tercera de Offenbach, con 35 representaciones en el período.

## Personajes
| Personaje                           | Tesitura     | Reparto el 17 de diciembre de 1864, Director: |
| ----------------------------------- | ------------ | --------------------------------------------- |
| Agamenón (rey de Micenas)           | barítono     | Henri Couder                                  |
| Menelao (rey de Esparta)            | tenor        | Kopp                                          |
| Paris (príncipe de Troya)           | tenor        | José Dupuis                                   |
| Calcas (Gran sacerdote de Júpiter)  | bajo         | Pierre-Eugène Grenier                         |
| Aquiles (rey de Tiótida)            | tenor        | Alexandre Guyon                               |
| Orestes (hijo de Agamenón)          | mezzosoprano | Léa Silly                                     |
| Áyax el Grande (rey de Salamina)    | tenor        | Edouard Hamburger                             |
| Áyax el Menor (rey de Lócrida)      | barítono     | M. Andof                                      |
| Helena de Troya (esposa de Menelao) | soprano      | Hortense Schneider                            |
| Parthénis (una cortesana)           | soprano      | Alice                                         |
| Loena (una cortesana)               | mezzosoprano | Gabrielle                                     |
| Bacchis (doncella de Helena)        | soprano      | C. Renault                                    |

## Argumento
Lugar: Esparta y las orillas del mar
Tiempo: antes de la Guerra de Troya.

### Acto I
Paris, hijo de Príamo, llega con una misiva de la diosa Venus para el sumo sacerdote Calcas, ordenándole procurar a Paris el amor de Helena, que le ha sido prometida por Venus cuando él dio el premio de la belleza a esta diosa y rechazó otorgárselo a Juno y Minerva.
Paris se disfraza de pastor y gana tres premios en un concurso de disparatados juegos de palabras con los reyes griegos bajo la dirección del 'barbu, bu, bu' (barbado y borracho) Agamenón como maestro de escuela, entonces él revela su identidad. Todo el mundo sabe que ha entregado la manzana a Venus, y Helena se da cuenta de que es 'la fatalité' (fatalidad) la que le ha enviado 'l'homme à la pomme' (el hombre con la manzana). El príncipe troyano es coronado vencedor por Helena, para el disgusto de Aquiles y los dos Áyax. Paris es invitado a un banquete por Menelao, 'l'époux de la reine, poux de la reine, poux de la reine' (esposo de la reina, piojo de la reina). Paris ha sobornado a Calcas para que Filocomo golpee el gong del rayo y profetice que Menelao debe irse a Creta, momento en que el coro irrumpe con una canción alegre, repetiendo una y otra vez 'Va, suis, Ménélas / La voix du destin / Qui te mène, hélas! / Au pays crétain!' ('¡Vete, vete, vete a Creta!'), con lo que acaba el acto.

### Acto II
Después de parodias de la vida de la corte griega, en que el honesto Calcas aparece como un truhan tramposo, Paris va donde Helena por la noche. Aunque ella conoce su destino, ella parece resistirse, y él recurre a la estrategia. Se marcha, pero vuelve cuando ella se duerme. Le dice a Helena que lo que pasará ahora sólo será un sueño, y ella está satisfecha de arriesgarlo todo en ese entendimiento. Menelao inesperadamente regresa y encuentra el uno en los brazos del otro. Helena, exclamando 'la fatalité, la fatalité', le dice que todo es fallo de él: un buen esposo sabe cuándo llegar y cuándo quedarse lejos. Paris intenta disuadirle de montar un número, pero sin éxito. Cuando todos los reyes se unen al grupo, se enojan con él y le dicen que se vuelva por donde ha venido, Paris se marcha, jurando regresar y acabar el trabajo.

### Acto III
Los reyes y su séquito se han ido a Nauplia para la temporada de verano. Un sumo sacerdote de Venus llega en un barco, explicando que tiene que llevarse a Helena a Citerea donde hará una hecatombe por sus ofensas. Menelao pide ir con ella, pero esta lo rechaza, diciendo que él, y no ella, es quien ha ofendido a la diosa. Pero cuando ella se da cuenta de que el sumo sacerdote es Paris disfrazado, ella se marcha a bordo con él, y se van juntos. El resto es "Historia".

## Grabaciones
- Felicity Lott, Yann Beuron, Michel Sénéchal, Laurent Naouri, François Le Roux, Marie-Ange Todorovitch. Dirección musical, Marc Minkowski (versión dada en el Théâtre du Châtelet en 2000).
- Jessye Norman, John Aler, Charles Burles, Gabriel Bacquier, Jean-Philippe Lafont. Dirección musical, Michel Plasson.
- Jane Rhodes, Rémy Corazza, Jacques Martin, Jules Bastin, Michel Trempont, con la Orquesta Filarmónica de Estrasburgo bajo Alain Lombard, y el coro de la Ópera Nacional del Rin bajo Gunter Wagner (1978).
- Grabaciones que aparecen en operadis-opera-discography.org.uk